# Jon Bang Carlsen
Jon Bang Carlsen (født 28. september 1950 i Vedbæk) er en dansk filminstruktør og forfatter, som tillige har arbejdet med teater, radio m.m. Ud over at være filminstruktør har Bang Carlsen også medvirket i flere film, f.eks. Lars von Triers Forbrydelsens element og Søren Kragh-Jacobsens Drengene fra Sankt Petri.
Som filminstruktør er Jon Bang Carlsen især kendt for at have udviklet sin egen genre – iscenesat dokumentarisme – en blanding af fiktion og dokumentarisme, hvor fragmenter af virkeligheden rekonstrueres med henblik på at gengive en subjektiv oplevelse af en given situation. Blandt hovedværkerne inden for denne kategori er En rig mand (1979), Hotel of the stars (1981), Fugl Fønix (1984), Før gæsterne kommer (1984) og It's now or never (1996).
Jon Bang Carlsen debuterede i 1973 med dokumentarfilmen Åndssvage Sara (1973) og har siden skabt mere end 40 værker i forskellige genrer. Foruden de iscenesatte dokumentarfilm har han instrueret egentlige dokumentarfilm, spillefilm, tv-dramatik, børnefilm og essayistiske film.
I forbindelse med et cirka syv år langt ophold i Sydafrika fra slutningen af 1990'erne og frem indledte Jon Bang Carlsen et nyt spor i sin produktion med en række mere personligt reflekterende essayfilm, begyndende med Addicted to solitude i 1999.
I en længere periode i 1970'erne boede Jon Bang Carlsen på Christiania og var medlem af den alternative teatergruppe Solvognen, hvor han sad i den såkaldte grundgruppe. Blandt andet deltog han i to af Solvognens mest kendte forestillinger, Wounded Knee (7. april 1973) og Julemandshæren (december 1974). To af Jon Bang Carlsens dokumentariske film knytter sig til netop disse forestillinger: Hvid mands sæd (1975) og Dejlig er den himmel blå (1975).
I 1970‘erne tilrettelagde han desuden en lang række radiomontager for Danmarks Radio.
Som skribent har han publiceret et større antal essays og artikler i aviser, tidsskrifter og andre sammenhænge. Han har også udgivet bøger med digte og prosa.
I 2012 udkom Lars Movins portrætbog Jeg ville først finde sandheden – rejser med Jon Bang Carlsen, om både liv og værk.

## Privatliv
Jon Bang Carlsen er født og opvokset i Vedbæk som søn af to billedkunstnere, Else Bang (1921-1985) og Finn Carlsen (1920-1996). Else Bang var ud af en familie af akademikere tilhørende det bedre borgerskab på Viborg-egnen – hendes far, Carl Bang (1888-1970), var retspræsident ved Vestre Landsret, og hendes bror var forfatteren Carl Bang (1926-1998). Mens Finn Carlsen var søn af Hjalmar Carlsen (1875-1951), stifteren af selskabet Presse-Illustrations-Bureau (PIB) og tilhørte dermed den vidtforgrenede Carlsen-slægt, som ejede og drev Illustrationsforlaget (senere Carlsen if og Carlsen). Forældrenes skilsmisse i begyndelsen af 1960'erne blev både et personligt smertepunkt og en kreativ drivkraft for Jon Bang Carlsen. Mest tydeligt har skilsmissen været inspirationskilde for den selvbiografiske spillefilm Carmen & Babyface (1995).
I årene efter gymnasietiden var Jon Bang Carlsen kæreste med den senere sangerinde i rockgruppen Bifrost, Ida Klemann, sammen med hvem han har en søn, billedhuggeren Esben Klemann (født 1972). I begyndelsen af 1980'erne mødte han lærerinden Madeleine Haywood, som han siden har dannet par med. De har sammen sønnerne Hjalmar Bang Carlsen (født 1988) og Simon Bang Carlsen (født 1993).

## Filmografi
- Åndssvage Sara (1973)
- Hvid mands sæd (1975)
- Fyret (1975)
- Dejlig er den himmel blå (1975)
- Sand over roser (1976)
- Jenny (1977)
- En fisker i Hanstholm (1977)
- En rig mand (1979)
- Næste stop - Paradis (1980)
- Du er smuk – jeg elsker dig (1981)
- Hotel of the stars (1981)
- Kontrolløren (1983)
- Årets længste dag (1984)
- Fugl Fønix (1984)
- Den tavse kamp (1984)
- Frihedsgudinden (1984)
- Smalfilmerens søn (1984)
- Ofelia kommer til byen (1985)
- Før gæsterne kommer (1986)
- Jeg ville først finde sandheden (1987)
- Time Out (1988)
- Baby Doll (1988)
- Ich bin auch ein Berliner (1990)
- Yesterdays Heroes (1990)
- Og solen går syngende ned (1991)
- Blændet 1-3 (1992)
- Livet vil leves ... breve fra en mor (1994)
- Carmen & Babyface (1995)
- En tur i skoven (1996)
- It's Now Or Never (1996)
- Min irske dagbog (1996)
- How to invent reality (1996)
- Through Irish Eyes (1998)
- Min afrikanske dagbog (1999)
- Addicted to solitude (1999)
- Return to Sender (2000)
- Portræt af Gud (2001)
- Zuma the puma (2002)
- En gammel bamses fortælling (2003)
- Blinded Angels (2007)
- Purity beats everything (2007)
- Just the Right Amount of Violence (2013)
- Déjà Vu (2016)
- Jeg er fordi du er (2017)